# Аксёнов, Владимир Иванович (полковник)
Владимир Иванович Аксенов (20 сентября 1934, Терновое, Воронежская область — не позднее 2010) - советский офицер, связист, полковник (1978). В 1974-1980 годах командир в/ч 34436 Центра дальней космической связи НИП-16 в районе Евпатории (ныне 40-й отдельный командно-измерительный комплекс).

## Биография
Родился 20 сентября 1934 в селе Терновое Хоботовского района Тамбовской области. В рядах Вооруженных Сил с июля 1953. Окончил Военно-Морское авиационное училище связи в 1956 году.  До июня 1958 годаначальник телеграфной станции 120-го отдельного полка связи. С июня 1964 года проходил службу на Евпаторийсмком ОНИП (Центре дальней космической связи в селе ) на должностях от старшего инженера станции до начальника пункта. Закончил Ростовское высшее командное инженерное училище в 1964 году. Имел знак класности Специалист-мастер. Член КПСС.

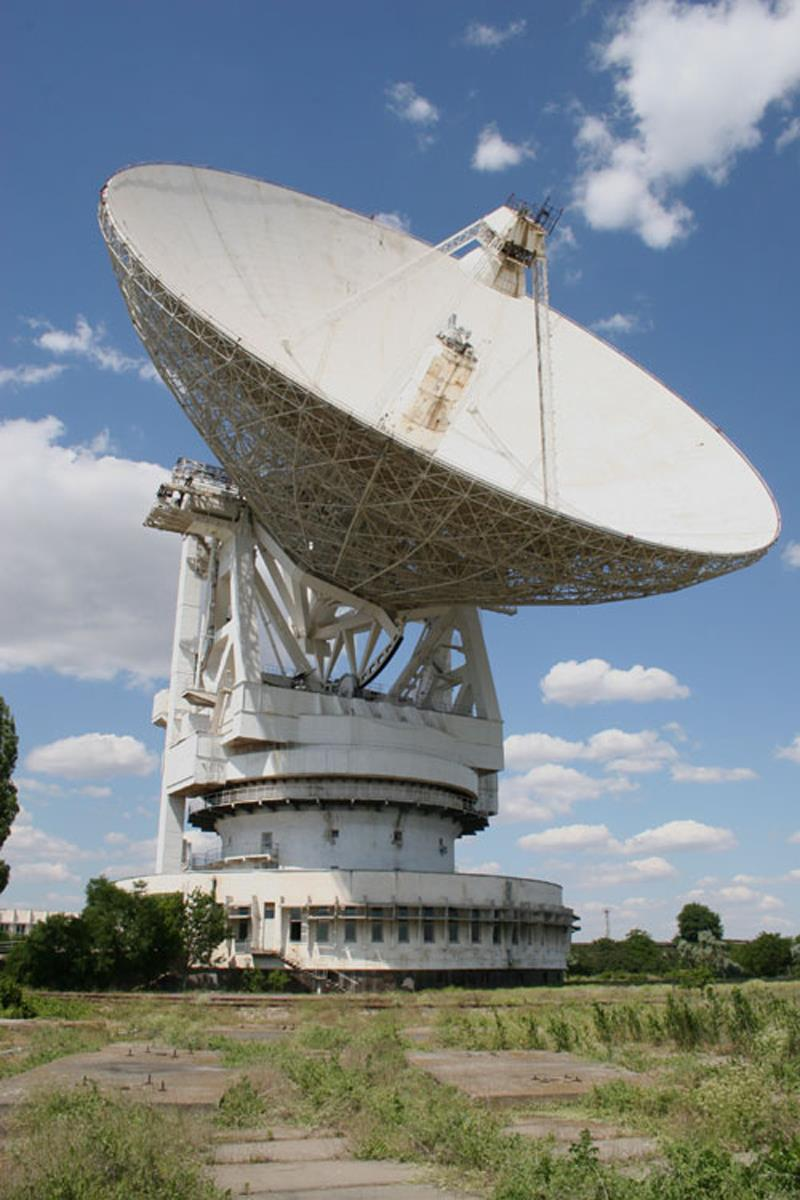
70-м антенна П-2500 (РТ-70)

В 1974-1980 годах командир Центра дальней космической связи. Во время его командования Центр активно участвовал в Советской космической программе и развивал измерительные мощности. В 1970-х годах на третьей площадке комплекса в селе Молочное был построен радиотелескоп РТ-70, с диаметром зеркала 70 м, один из самых больших полноподвижных радиотелескопов в мире. Работы были закончены в 1978 году.
В период подготовки к международному проекту «Аполлон - Союз» было принято решение о создании в Главном центре КИК (Голицино-2) и в Евпаторийском пункте (НИП-16, ЦДКС) приемопередающих пунктов спутниковой связи - ПППСС  Для руководства работами в в/ч 32103 (Центр КИК) и в/ч 34436 (НИП-16) приказом начальника Главного управления космических средств МО СССР были созданы оперативные группы. В состав оперативной группы вошли руководитель - начальник НИП-16 полковник Аксенов В. И., заместитель начальника НИП-16 по связи и телевидению подполковник Сенченко Г. В. и другие специалисты. Работы начались в конце 1973 года. Работы велись в 2 - 3 смены, объект был введен в сжатые сроки и технические средства были готовы к выполнению задач в мае 1975 года. Выполнение специальных задач по обеспечению выполнения программы ЭПАС были оценены на «отлично». В этом же 1975 году комплекс ПППСС обеспечивал работы по АМС «Венера-9» и «Венера-10», принимал участие в обеспечении работ по пилотируемым программам. Участники были представлены к государственным наградам.
До 1980 года в НИП-16 функционировал Центр управления космическими полётами (ЦУП) пилотируемыми космическими кораблями. Отсюда велось управление 41 кораблём «Союз», 6 орбитальными станциями «Салют», 14 грузовыми кораблями «Прогресс». С 1982 на базе ЦДКС начал функционировать Запасной центр управления наземной и орбитальной группировками Военно-космических сил МО СССР, который параллельно с основным Командным пунктом Главного центра управления и испытаний космических средств МО СССР планировал и руководил работой наземных средств по управлению комическими аппаратами различного назначения и был готов в любой момент взять управления на себя.
В запасе с 1980 года. Был награжден орденом Ленина (1976) за выполнение международной программы по стыковке космических кораблей «Союз» и «Аполлон» и 11 медалями.